# Spirostreptus mathematicus
Spirostreptus mathematicus är en mångfotingart som beskrevs av Karsch 1881. Spirostreptus mathematicus ingår i släktet Spirostreptus och familjen Spirostreptidae. Inga underarter finns listade i Catalogue of Life.